# Roy Helge Olsen

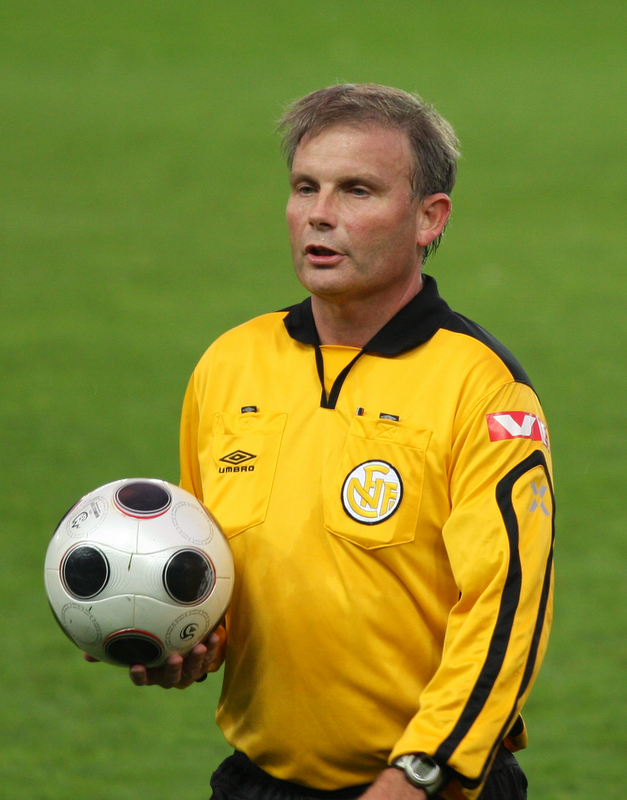
Roy Helge Olsen (2008)

Roy Helge Olsen (* 19. Januar 1965) ist ein ehemaliger norwegischer Fußballschiedsrichter. 
Olsen begann 1979 mit dem Schiedsrichterwesen. 
Zwischen 1992 und 2002 war er FIFA-Schiedsrichter. Er pfiff über 30 Länderspiele von Damen und Herren unterschiedlicher Altersgruppen, davon sechs A-Länderspiele der Herren. 1993 leitete er das Finale der U-18 Europameisterschaft zwischen England und der Türkei (1:0) in Nottingham. Zudem kommt er auf 28 Einsätze im Europapokal.
Er pfiff 1991 das norwegische Pokalfinale zwischen Strømsgodset IF und Rosenborg Trondheim sowie 1997 das Pokalfinale zwischen Vålerenga IF und Strømsgodset IF.
In der Tippeligaen leitete Olsen 195 Spiele.
Roy Helge Olsen ist verheiratet und Vater von drei Kindern.